# Niviventer lepturus
Niviventer lepturus är en däggdjursart som först beskrevs av Fredericus Anna Jentink 1879.  Niviventer lepturus ingår i släktet Niviventer och familjen råttdjur. IUCN kategoriserar arten globalt som livskraftig. Inga underarter finns listade i Catalogue of Life.
Denna gnagare förekommer med flera från varandra skilda populationer på västra Java. Den vistas i bergstrakter från 1000 meter över havet uppåt. Habitatet utgörs av bergsskogar.